# Latimeria menadoensis
O celacanto-indonésio (Latimeria menadoensis) é um peixe do género Latimeria. Em 1998, a 10000 km de distância, ao largo das Celebes, na Indonésia, um pescador viu, no meio da sua pescaria um peixe parecido com um celacanto. Exames ao ADN provaram que se tratava de outra espécie, Latimeria menadoensis - o celacanto-indonésio.
A espécie está listada como vulnerável na Lista Vermelha da IUCN. A outra espécie conhecida, o celacanto-das-Comores, Latimeria chalumnae, é considerada criticamente ameaçada de extinção.